# كيمون ايفان مارينغو
كيمون ايفان مارينغو (باليونانية: Κίμων Ε. Μαραγκός)‏ (4 فبراير 1904 - 4 نوفمبر، 1988)، وكان المعروف عن صاحب القلم اسم كيم، وهو رسام الكاريكاتير المصري المولد البريطانية في زفتا، مصر. وكان نجل Marangos ايفانجيلوس، وهو تاجر القطن اليوناني. [1]
نما مارينغو حتى في المجتمع اليوناني في الإسكندرية، مصر. في طفولته أنتج بنفسه هواية مجلة ساخرة. في عام 1929 ذهب للدراسة في مدرسة Politiques des العلوم فيباريس، وتخرجت في عام 1931. بدأ في رسم الرسوم الكاريكاتورية في الصحف، بما في ذلك لوكانار enchaîné، لو باريزيان بيتي، هيرالد اليومية وصحيفة ديلي تلغراف.
حضر مارينغو في جامعة أكسفورد في عام 1939، ولكن عندما اندلعت الحرب العالمية الثانية، انضم إلى وزارة الإعلام، ووجه ملصقات دعائية 3,000، والنشرات، ورسوم كاريكاتورية سياسية في لغات مختلفة، من بينها ثلاث لهجات من اللغة العربية والفارسية. وشملت هذه الجهود البريطانية الدعاية للحصول على دعم من [الفرس]. فكتب ثمانية كتب. وشارك أيضا انه مع السلطة التنفيذية الحرب السياسية في مسائل الشرق الفرنسية و[شمال أفريقيا] و[الشرق الأوسط ]في وقت لاحق.
بعد توجه مارينغو الحرب مرة أخرى إلى دراسته في أكسفورد، وتخرج في نهاية عام 1946 بسبب برنامج البكالوريوس المعجل. وكانت أطروحته في نهاية المطاف والكرتون كسلاح سياسي في انكلترا: 1783-1832.
من عام 1939 قام بتصميم وطبع بطاقات عيد الميلاد الخاصة به لأصدقائه والاتصالات التجارية. انها تتكون دائما من رسم كاريكاتوري يصور التنمية السياسية الرئيسية للسنة المنتهية ولايته. هو أيضا مطبوع عليها معطفه رسام الكاريكاتير من الأسلحة: درع مع رسم من وجهه وكلمة "كيم" على حقل أخضر، معتمدة على أي من الجانبين من قبل رجل أبيض في أفريقيا، وهو يرتدي الطربوش الأحمر وباندانا وتصويبه 1 سنوك. وكان يعلوها الإكليل مع شعار في الجزء السفلي، 'أومجرد اللعب على وزارة الداخلية الطوفان ".
كان لديه ابنان مع زوجته أونا، ريتشارد والكسندر.
OUA Riglak. غار ليه Pattes، 1928

## المنشورات
الإسكندرية، رين دي لا البحر الأبيض المتوسط، 1928
لعبة جبابرة، 1937
وكان ادولف وحماره بينيتو، 1942
خطوط الهجوم، 1944